# Schroederichthys chilensis
Schroederichthys chilensis är en hajart som först beskrevs av Alphone Guichenot 1848.  Schroederichthys chilensis ingår i släktet Schroederichthys och familjen rödhajar. IUCN kategoriserar arten globalt som otillräckligt studerad. Inga underarter finns listade i Catalogue of Life.